# برايان كامبو
برايان كامبو هو موسيقي كندي، ولد في 1980 في أوتاوا في كندا.

## وصلات خارجية
- الموقع الرسمي
- برايان كامبو على موقع ميوزك برينز (الإنجليزية)
- برايان كامبو على موقع ديسكوغز (الإنجليزية)